# Brian Carr-Hartley
Brian Carr-Hartley (ur. 22 kwietnia 1938) – kenijski strzelec, olimpijczyk. 
Brał udział w Letnich Igrzyskach Olimpijskich 1972 (Monachium). Startował tylko w trapie, w którym zajął 51. miejsce.
Jego brat Michael, również był strzelcem i olimpijczykiem.

## Wyniki olimpijskie
| Igrzyska | Konkurencja | Wynik       | Miejsce | Źródło |
| -------- | ----------- | ----------- | ------- | ------ |
| IO 1972  | Trap        | 165 punktów | 51.     | [ 1 ]  |